# 파르코 디 첸토첼레역
파르코 디 첸토첼레 역(이탈리아어: Parco di Centocelle)은 로마 지하철 C선의 역이다. 카실리나 로(via Casilina)와 팔미로 톨리아티 대로 (viale Palmiro Togliatti) 교차로 인근에 위치하고 있으며, 이전의 로마-자르디네티 선 경로를 따르는 C선의 마지막 역이다. 파르코 디 첸토첼레 역은 카실리나 로와 톨리아티 로의 교차로에서 대중교통 통로로 중요한 역할을 맡고 있다. 파르코 디 첸토첼레 역은 2007년에 착공을 시작하였고, 2014년 11월 9일에 개업하였다. 그리고 2015년 6월에 로디 역이 개업할 때까지 C선의 임시 서부 종착역을 맡았다.

## 대중교통
- 기차역 (로마-자르디네티 선의 톨리아티 역)
- ATAC 버스 정류장